# 佩尔滕戈
佩尔滕戈（義大利語：Pertengo），是意大利韦尔切利省的一个市镇。总面积8平方公里，人口329人，人口密度41.1人/平方公里（2009年）。ISTAT代码为002091。